# Conioscinella sancheong
Conioscinella sancheong är en tvåvingeart som beskrevs av Nartshuk 2005. Conioscinella sancheong ingår i släktet Conioscinella och familjen fritflugor.
Artens utbredningsområde är Sydkorea. Inga underarter finns listade i Catalogue of Life.